# Marienfelder Pfeiler

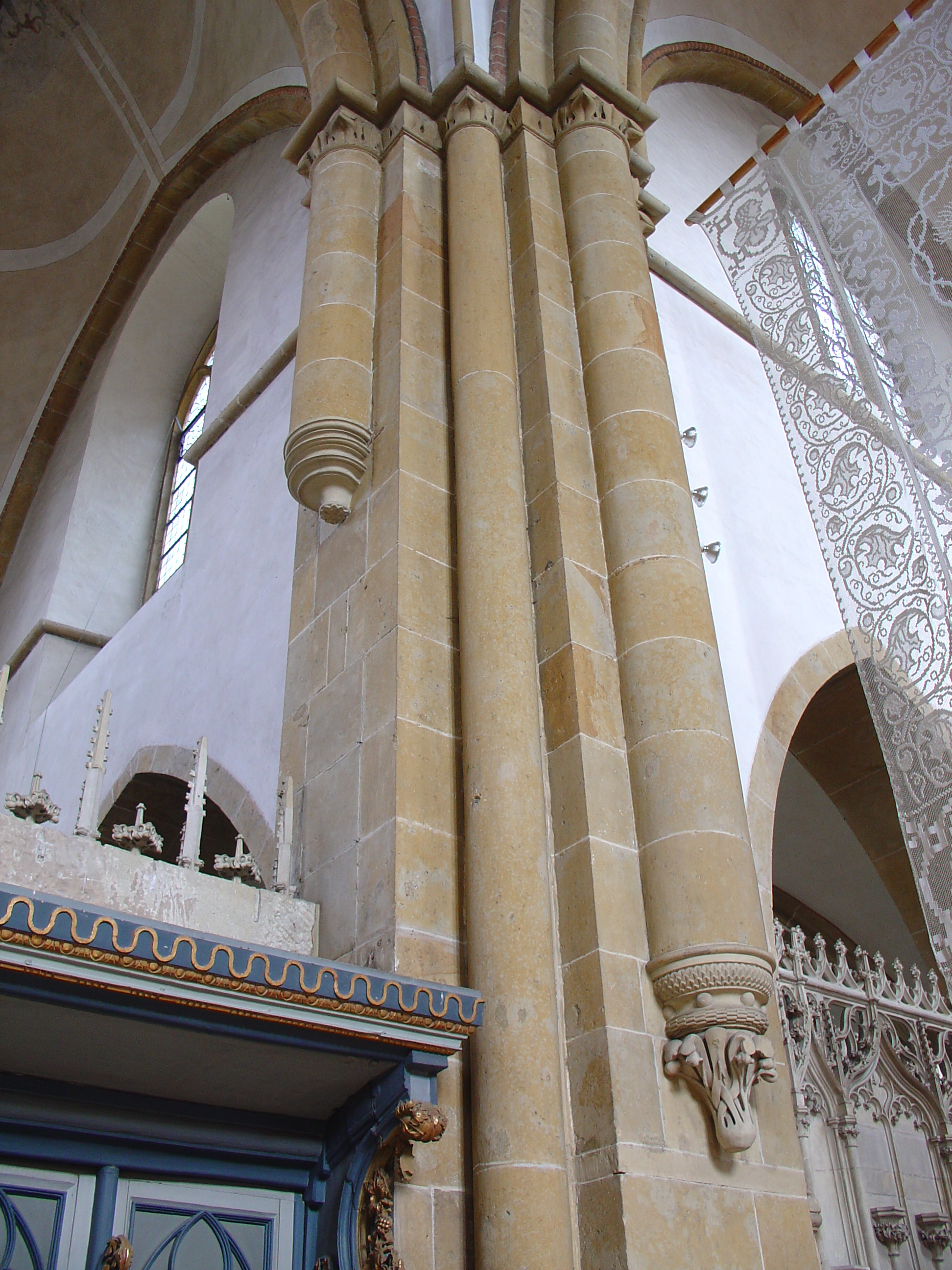
Marienfelder Pfeiler in der Vierung der ehemaligen Klosterkirche Marienfeld

Der Marienfelder Pfeiler ist in der Architektur ein kreuzförmiger Pfeiler, dem Halbsäulen vorgelegt sind. Zusätzlich sind Runddienste eingestellt. Optisch wechseln sich somit eckige und runde Form ab. Dieser in der spätromanischen und frühgotischen Baukunst Europas weitverbreitete Pfeilertypus tritt in Westfalen erstmals an der Kirche des Klosters Marienfeld auf. Von dort verbreitete er sich und ist an mehreren westfälischen und niedersächsischen Bauten aus der Mitte des 13. Jahrhunderts zu finden. Nur an diesen, mit dem Marienfelder Beispiel zusammenhängenden Bauten wird der Pfeiler so benannt.

## Weitere Beispiele
| Bild | Kirche                  | Ort        |
| ---- | ----------------------- | ---------- |
|      | Paderborner Dom         | Paderborn  |
|      | St. Cyriakus            | Geseke     |
|      | St. Johannes der Täufer | Billerbeck |
|      | St. Aegidius            | Berne      |